# سالواتوره کاوالارو
سالواتوره کاوالارو (ایتالیایی: Salvatore Cavallaro؛ زادهٔ ۱۶ اوت ۱۹۹۵) بوکسور اهل ایتالیا است.